# 29. Waffen-Grenadier-Division der SS (italienische Nr. 1)
De 29. Waffen-Grenadier-Division der SS (italienische Nr. 1) was een onderdeel van de Waffen-SS. De divisie werd opgericht in september 1944 en gaf zich over aan Geallieerde eenheden en partizanen in Italië in mei 1945.
De divisie vocht vooral tegen de partizanen in Italië maar onderdelen van de divisie hebben ook gevochten tegen de geallieerden. Het embleem van de divisie was het traditionele wapen van de lijfwachten van Romeinse hooggeplaatsten, de fasces.

## Wapenfeiten in de periode 1944-1945
De italienische Nr. 1 werd gevormd uit de Waffen-Sturmbrigade der SS (italienische Nr. 1), een SS-eenheid van Italiaanse vrijwilligers, die in 1943 tot stand was gekomen. Tegen december 1944 bestond de divisie uit 15.000 manschappen.
In het voorjaar vocht de divisie tegen Vrije Fransen en Italiaanse partizanen in Piëmont. Tegen april 1945 hadden de italienische Nr. 1 zich echter teruggetrokken tot in Gorgonzola, in Lombardije. Daar gaf het overblijvende restant van de divisie zich over aan de Amerikanen.
De onderdelen van de divisie die zich hadden overgegeven aan de partizanen werden allemaal geëxecuteerd.

## Bekende oorlogsmisdaden[2]
Drie officieren van de divisie hebben gediend in de concentratiekampen, één officier heeft gediend in de Einsatzgruppen. Deze getallen bevatten ook officieren die voor of na hun dienst in de divisie hebben gediend in de kampen.

## Commandanten[3][4]
| Commandant                        | Begindatum                          | Einddatum     | Opmerking                   |
| --------------------------------- | ----------------------------------- | ------------- | --------------------------- |
| SS-Oberführer Constantin Heldmann | 10 februari 1945 - 15 februari 1945 | 8 mei 1945    | Plaatsvervangend commandant |
| SS-Oberführer Erwin Tschzoppe     | februari 1945                       | 30 april 1945 |                             |
|                                   |                                     | 30 april 1945 | Overgave in Italië.         |

## Gebied van operatie[4][2]
- September 1944 - april 1945: Italië

## Samenstelling[2][8]
- Waffen-Grenadier Regiment der SS 81 (81 Reggimento Fanteria delle SS)
  - I. Abteilung
  - II. Abteilung
- Waffen-Grenadier Regiment der SS 82 (82 Reggimento Fanteria delle SS)
  - I. Abteilung
  - II. Abteilung
  - III. Abteilung
- Waffen-Artillerie Regiment der SS 29 (29 Reggimento Artiglieria SS)
  - I. Abteilung
  - II. Abteilung
- SS-Füsilier-Battailon 29
- SS-Panzer-Jäger-Abteilung 29
- SS-Pionier-Kompanie 29
- SS-Nachrichten-Kompanie 29